# Lemberg-tegengambiet
Het Lemberg-tegengambiet is in de opening van een schaakpartij een variant in de gesloten spelen met de openingszetten: 1.d4 d5 2.e4 de 3.Pc3 e5 
 Eco-code D 00.
Externe link
- (en) Partijen www.chessgames.com